# Etnaland
Etnaland ist ein Freizeitpark in Belpasso, Italien, der aus einem Aquapark sowie einem Themenpark besteht. Der am Fuße des Vulkan Ätna gelegene Freizeitpark umfasst eine Fläche von 35 ha.

## Parkentwicklung
Der Park wurde 2001 als Wasserpark gegründet und 2013 um einen Themenpark erweitert. Der Themenpark ist in fünf verschiedene Bereiche eingeteilt: Sognare (Träumen), Roteare (Drehen), Volare (Fliegen), Esplorare (Erforschen) und Sfidare (Herausfordern). Mit den 17 Wasserrutschen, dem Lazy River, vier Swimmingpools und drei weiteren hochrangigen Wasserattraktionen kann der Wasserpark eines der größten Angebote in Europa aufweisen.
2016 hatte Etnaland mehr als 435.000 Besucher.

## Rezeption
Etnaland gilt als einer der wichtigsten Freizeitparks in Italien, als der größte Freizeitpark Süditaliens und als der wichtigste Vergnügungspark Siziliens. Das Traunsteiner Tagblatt zählte Etnaland zu den besten Wasserparks 2019. Zwei Jahre vorher wurde der Wasserpark auch von den Salzburger Nachrichten zu den besten gezählt. Auch Der Stern berichtete über Europas beste Wasserparks. Dort landete Etnaland auf Platz 3. In der Bewertung von Tripadvisor erreichte Etnaland 2020 den neunten Platz.

## Attraktionen

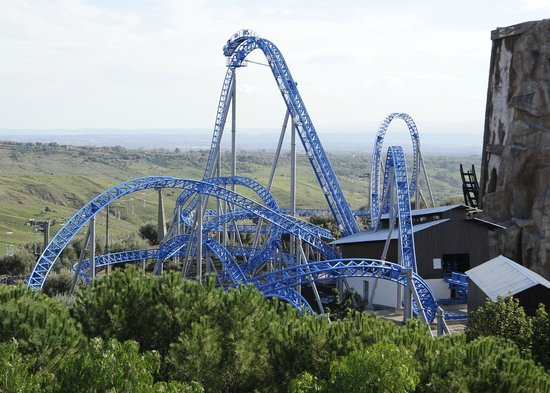
The Storm

Themenbereich Sognare
- La Casa dei 44 Gatti
- Eldorado
- Gran Carillon
- Love lagoon
- Ciclopina's Tower
- LeleFante
- Kasimiro
- Miao Coaster

Themenbereich Roteare
- Revo-Rock360
- Vortigo
- Babele
- Camellotto
- Quasar
- Twistarello
- Mini vortigo
- TazzeMatte

Themenbereich Volare
- Etnaland Tower
- The Storm
- Mini tornado
- Hip Hop Coaster
- Funivia
- Billow Balloon
- Rondò

Themenbereich Sfidare
- Drifting Karts
- Kaos
- Qcquabum
- Guardie e ladri
- Brave Kart

Themenbereich Esplorare
- The School
- 1900 th
- Cinema 4D
- Jungle Splash
- Crocodile Rapids
- Laser-Show
- Dragon River

## Wasserpark
Wasserrutschen
- Devil Race
- Titania
- Colossum
- Super Red Cannon
- Kamikaze
- Dark Kamikaze
- Hydro Kamikaze
- Stukas
- Twin Twister
- Rafting River
- Wild River
- Toboggan Giganti
- Big Foam
- Black Hole
- Hydrotube 813
- Niagara Falls
- Rio Anaconda
- Fiume Lento
- Laguna Blu
- Piscina Hydro

- Piscina a Onde

Miniland (ein Bereich für Kinder)
- Laguna Bambini
- Mini Foam
- Mini Pista
- Mini Tobogan
- Castello
- Fiume Lento Bambini